# تاريخ المغرب
تاريخ المغرب يرجع إلى العصور السحيقة وتعاقبت عليه حضارات أشولينية، الموستيرية، العاتيرية، الإيبروموريزية، الكارديالية،الجرسية ثم القبصية. من الناحية الأركيولوجية أظهرت الأدلة الأثرية أن المنطقة كانت مأهولة للعيش منذ ما لا يقل عن 400 الاف سنة. يبدأ التاريخ المسجل للمغرب مع الاستعمار الفينيقي للساحل المغربي بين القرنين الثامن والسادس قبل الميلاد، على الرغم من أن المنطقة كان يسكنها البربر الأصليين منذ حوالي ألفي عام قبل ذلك. في القرن الخامس قبل الميلاد، وسعت مدينة قرطاج هيمنتها على المناطق الساحلية. حتى أواخر القرن الثالث قبل الميلاد.
تعتبر المملكة الموريطنية أول تنظيم سياسي حكمه ملوك محليون في المغرب القديم، في سنة 44 ميلادية ستتعرض المملكة لغزو روماني، ثم استقلال تحت حكم الباكوات المور الأمازيغ المسيح لتتعرض المنطقة فيما بعد للغزو الوندالي ثم البيزانطي.
في القرن الأول هجري الثامن ميلادي تم الفتح الإسلامي للمغرب وشمال أفريقيا زمن الخلافة الأموية، لكن الحكم الأموي لم يدم طويلًا اذ سرعان ما انفصل المغرب عن الخلافة الأموية بعد ثورة قادها ميسرة المطغري عرفت بثورة البربر سنة 740 ميلادية. لتتأسس عدة امارات أمازيغية مسلمة كإمارة بورغواطة ونكور وبنو مدرار ثم بعدها بنصف قرن، دولة الشرفاء الأدارسة. في عهد سلالة المرابطين والموحدين، تم القضاء على الامارة المحلية وتوحيد المغرب كما بسطو سيطرتهم على بلاد المغرب والأندلس، تلاها حكم سلالة السعديون البلاد من 1549 إلى 1659، ثم العلويون من عام 1667 إلى الآن، ومنذ ذلك الحين وهم السلالة الحاكمة في المغرب.
في عام 1912، بعد الأزمة المغربية الأولى وأزمة أكادير، تم التوقيع على معاهدة فاس، التي أصبح فيها المغرب تحت الحماية الفرنسية والإسبانية. في عام 1956، بعد 44 سنة من الاحتلال الفرنسي، حصل المغرب على استقلاله، وسرعان ما استعادت معظم الأراضي الخاضعة للسيطرة الإسبانية استقلالها أيضًا.

## العصر الحجري
أظهرت الحفريات الأثرية في مرحلة ما قبل التاريخ، وجود الإنسان قبل الإنسان العاقل في المغرب، وكذلك وجود الأنواع البشرية المبكرة. تم اكتشاف العظام المتحجّرة لإنسان عمره 400000 سنة في مدينة سلا عام 1971. وجد العديد من البقايا البشرية في جبل إيغود في عام 1991، وقد تم تأريخها باستخدام التقنيات الحديثة في عام 2017 ووجدت أن عمرها يعود لـ300000 سنة على الأقل، ممَّا يجعلها أقدم الآثار للإنسان العاقل المكتشفة في العالم. في عام 2007، تم اكتشاف حبات صدف صغيرة مثقبة في مغارة تافوغالت يبلغ عمرها 82000 سنة، مما جعلها حينئذ أقدم الحلي الشخصية الموجودة في العالم. وفي سنة 2021 اكتشف علماء الأثار 33 خرزة صدفية من مغارة بيزمون (جنوب غرب المغرب) على شكل رواسب يعود تاريخها إلى إلى ما يزيد عن 142 ألف سنة، مما يجعلها الأقدم في العالم 
في العصر الحجري الوسيط، بين 20000 و 5000 سنة، كانت جغرافية المغرب تشبه السافانا أكثر من المناظر الطبيعية القاحلة الحالية. في حين لا يُعرف الكثير عن المستوطنات في المغرب خلال تلك الفترة، فإن الحفريات في أماكن أخرى من المنطقة المغاربية تشير إلى وفرة من الغابات، مناسبة للصيادين وجامعي الثقافات من العصر الحجري الوسيط، مثل الثقافة الكابسية.
خلال العصر الحجري الحديث، بعد العصر الحجري، اِستَوطنت سافانا من قبل الصيادين والرعاة. ازدهرت ثقافة هؤلاء الصيادين والرعاة في العصر الحجري الحديث حتى بدأت المنطقة تجف بعد 5000 سنة قبل الميلاد نتيجة للتغيرات المناخية. تشترك المناطق الساحلية للمغرب الحجري الحديث في صناعة الفخار كارديم، والتي كانت شائعة في جميع أنحاء البحر الأبيض المتوسط في ذلك الوقت. تشير الحفريات الأثرية إلى أن تدجين الأبقار وزراعة وكذلك الحصاد بدأ في هذا الوقت. .

## العصر الحجري السفلي

### الحضارة أشولينية
أدت الأبحاث الأركيولوجية في جنوب غرب الدار البيضاء إلى اكتشاف موقع أثري على بعد حوالي 8 كلم أطلق عليه اسم مقالع طوما، وترجع أهمية الموقع إلى مجموعة من الاكتشافات التي تمت به، حيث تم العثور على بقايا ما يسمى «بالإنسان القائم» (فك سفلي، عظام الجمجمة وفك علوي) وبقايا عظام الحيوانات ترجع إلى حوالي 400.000 وكذلك على أدوات حجرية ترجع إلى الفترة الأشولينية حوالي 700.000 سنة.

## العصر الحجري الأوسط
بالنظر إلي ندرة المواقع الأثرية التي تعود إلى هذا العصر، فمن الصعب تحديد البدايات الأولى له في المغرب. وحسب أغلبية الباحثين فهذا العصر ينقسم إلى حضارتين: الحضارة الموستيرية والحضارة العاترية.

### الحضارة الموستيرية
ترجع المعطيات التاريخية المتوفرة ظهور الحضارة الموستيرية بالمغرب إلى حوالي 300 ألف سنة قبل الحاضر على الأقل، وقد وجدت أقدم آثارها بجبل ايغود، وآخر ظهور لها كان قبل 80 ألف سنة  في مغارة الغفص بنواحي وجدة. ويرجع اختفائهم إلى التغير المناخي الذي طرئ على المغرب، حيث كان قبل 300 ألف سنة أكثر رطوبة وأشد حرارة، وكان الوسط الطبيعي يتميز بوجود غطاء نباتي يغلب عليه الزيتون البري وشجر الخروب، ثم أصبح حوالي 90 ألف سنة قبل الحاضر أكتر قحولة وأشد برودة خصوصا مع بداية تشكل ما يسمى الصحراء الكبرى. وتميزت هاته الفترة بالتطور الحاصل في الأدوات التي يستعملها الإنسان خصوصا في شمال أفريقيا.

### الحضارة العاتيرية
يعتبر المغرب مهد الحضارة العاترية التي نشأت قبل 000 145 سنة. حيث تم العثور على بقايا عظمية تنتسب إلى لهاته الحضارة في الواجهة الأطلنطية لوسط المغرب ما بين الرباط وتمارة في مواقع ككهف دار السلطان 1و2، مغارة المهربين، ومغارة الهرهورة.
تخصص العاترييون في صيد الغزلان بدليل ما عثر عليه من عظامها المتعددة في المواقع التي خلفوها وقد مكنتهم صناعة واستعمال الأدوات ذات السويقات مثل السهام والرماح من إصابة الهدف من بعيد. وقد عثر أيضا على بقايا لحيوانات ضخمة كالثور البدائي والجاموس والحصان في مواقعهم. وقد ساهم هذا في قدرتهم على التكيف مع الظروف المناخية الجديدة التي حلت بمنطقتهم وكانت سببا في اندثار الحضارة الموستيرية.

## العصر الحجري العُلوي
تعود بداية العصر الحجري القديم الأعلي في المغرب إلى حوالي 22 ألف سنة قبل الآن كما تم تسجيل ذلك بموقع كهف الحمام بتافوغالت وقد عرف المغرب في هذا العصر نموا سكانيا ملحوظا، وقد يشهد على ذلك عدد القبور التي تعود لهاته الفترة والتي وجدت في بعض المواقع  بعضها تضم أكثر من مئة رفات بشري خصوصا بكهف الحمام بتافوغالت. وقد طغت الحضارة الإيبيروموريسية على هاته الفترة حيث تميزو بعدة ابداعات في المستوى التنظيمي والفني والثقافي. بيد أن أهم ما يميزهم هو أدواتهم، أذ كانت غاية في التخصص سواء في تقطيع اللحوم وبشر الجلود أو معالجتها. كما تمكنوا من معالجة العظام وصنع مخارز وشبه معالق وكذا أسنة الرماح انطلاقا من العظام.

### الحضارة الإيبيروموريسية
يعتبر المغرب (إلى جانب كل من تونس والجزائر) مهد الحضارة الإيبيروموريسية، فقد أسفرت الأبحاث الأركيولوجية في مغارة تافوغالت عن مجموعة من النتائج المهمة التي أثبتت تعاقب مجموعة من الحضارات على الموقع وذلك منذ العصر الحجري القديم الأوسط أهمها الحضارة الآيبروموريزية التي أثبتت نتائج التأريخ تواجدها بالموقع بين 900 21 و800 10سنة قبل الفترة الحالية ويتميز هذا الموقع بأهمية اللقى الأثرية والمتمثلة في مجموعة من الهياكل العظمية والأدوات الحجرية والعظمية وكذلك الحلي وبقايا عظام الحيوانات.

## العصر الحجري الحديث والعصر البرونزي
امتد العصر الحجري الحديث (يسمى أيضا بالعصر النيوليثي) بين 9000 – 4500 قبل الميلاد وهو المرحلة الأخيرة من عصور ما قبل التاريخ، أما العصر البرونزي فقد ظهر في الشرق الأدنى حوالي 3000 قبل الميلاد وحتى سنة 1200 قبل الميلاد ووصل إلى أوروبا بين سنة 2500 و 2000 قبل الميلاد وإلى أوروبا الغربية بين سنة 1800 قبل الميلاد وسنة 900 قبل الميلاد.

### الحضارة الكارديالية والحضارة الجرسية
قاد اكتشاف الموقع الأثري كهف تحت الغار في سنة 1955 وكذا الحفريات الأثرية التي تمت فيه سنة 1984 وحفريات الممتدة بين 1989و1994 إلى اكتشاف أواني فخارية وخزفيات وسيراميك وأدوات وفؤوس بالإضافة إلى الرماح والسهام تعود لحضارة الكارديال (العصر الحجري الحديث)، والحضارة الجرسية (العصر البرونزي الأطلسي).

### الحضارة القبصية
ظهرت الحضارة القبصية بالمغرب وشمال افريقيا بين 8000 قبل الميلاد و2700 قبل الميلاد.

## العصر الكلاسيكي

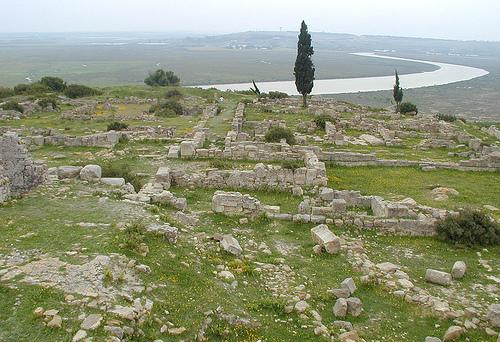
ليكسوس الأثرية

### قرطاج (حوالي 800 - 300 ق.م)
ترجع النصوص القديمة توافد الفينيقيين إلى نهاية القرن الثاني عشر ما قبل الميلاد. وقد شكل التوسع الفينيقي في منطقة البحر الأبيض المتوسط حدثا بارزا في تاريخ هاته المنطقة. ومن بين أهم المراجع التي وثقت وجود الفينيقيين بالمغرب هي الرحلة البحرية المعزوزة إلى سوكلاس والتي دونت في القرن الرابع قبل الميلاد. وقد ذكرت هاته الرحلة مدينتين مغربيتين بالإسم هما لكسوس الواقعة بالقرب من مدينة العرائش وثومياتيرا الواقعة على نهر سبو. ووفق رحلات هذا البحار فلم يوجد آنذاك أي مساكن على الساحل الذي يمتد ما بين وادي سبو والصويرة غير معبد خصص لبوسيدون.
تتجلى أهمية لكسوس كمؤسسة تجارية فينيقية في تردد اسمها في النصوص القديمة والأساطير المقترنة بها حيث كان يعتقد أنه بقربها اختلس هرقل التفاح الذهبي. وإن هذا  دل على شيء فإنه يدل على  المكانة التجارية التي كانت تحتلها المدينة آنذاك وكيف أن المغرب كان من ذلك العهد بوابة تجارية له مركز مهم في التجارة المتوسطية.
لم يكن الحضور الفينيقي مقتصرا على الواجهة الأطلنطية للمغرب، فعلى الرغم من أن أهم المواقع المكتشفة حتى الآن كانت في الواجهة الأطلنطية، إلا أنه مؤخرا تم اكتشاف مواقع أخرى متوسطية  تعود للفينيقيين كموقع روش أدير بالحسيمة وقشقوش بمنطقة واد لاو. أما مدينة بونتيون والتي تحدد موقعها الرحلة المنسوبة إلى سكولاكس والتي تمر بخليج بين جبلين، فيتفق أغلب الباحثين أنه قصد بها مدينة طنجة.

### الفترة البونيقية
حسب المخطوط المحفوظ في هايدلبرغ والذي يعود إلي القرن التاسع الميلادي، فقد إنطلق حانون القرطاجي في حملة لإستكشاف سواحل المغرب الأطلسية وقد قام على أثر هاته الحملة بتأسيس عدة مراكز فيما وراء نهر لكسوس وهي ثومياتريون وكاركون تيكوس وكوتي وارمبوس. غير أن هاته المستوطنات لم يتم الحسم في مواقعها إلى الآن.
و بالاستناد إلي المعطيات الأثرية فيظهر جليا أن المغرب قد عرف ابتداءا من القرن السادس مسلسل من التغيرات أفضي إلي إحداث مؤسسات سوسيو اقتصادية جديدة  وبدأت ساكنته تميل نوعا ما إلى الاستقرار والزراعة. فقد بدأت تظهر تجمعات سكنية جديدة كإمسا وو تنكي وقواس وزيليل. وكانت كل هاته المراكز على الرغم من  خصوصيات قد تميز بعضها عن بعض، تتقاسم عناصر الثقافة البونيقية.
وقد تمكنت هاته المجتمعات من تقنيات تربية الماشية، فالعظام التي وجدت في عديد من المواقع والتي تعود لهذا العصر، تشهد بوجود الأغنام  و الماعز والبقر والخنزير. واستجابة للحاجات اليومية والثقافية، فقد عرف الإنتاج الخزرفي طفرة نوعية، خصوصا مع إدخال المخرطة وقد تم العثور على آثار هاته المركبات الصناعية بكل من  قواس وبناصا  وتاموسيدا.

### الدولة موريطانية (300 ق.م - 44 م)

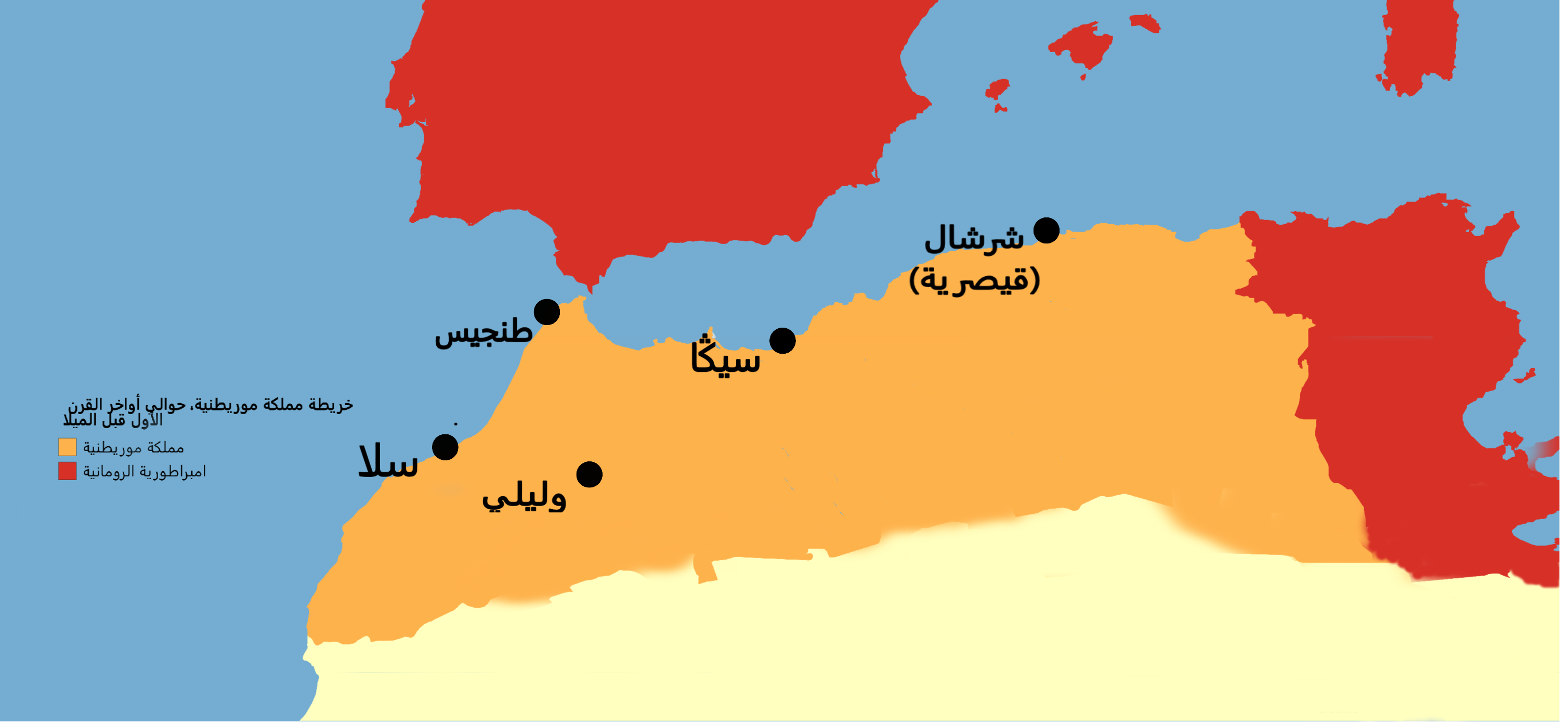
مملكة موريطنية، أواخر القرن الأول قبل الميلاد.

كانت موريطنية مملكة أمازيغية مستقلة تقع على ساحل البحر الأبيض المتوسط في شمال إفريقيا، ومن واد ملوية غربًا إلى المحيط الأطلسي، ومن شمال المغرب، إلى جنوب جبال الأطلس، اتسعت الرقعة السياسية لموريطانيا في عهد بوكوس الأول على حساب جارتها نوميديا لتصل إلى وسط الجزائر الحالية ثم في عهد حكم بوكوس الثاني وبوغود لتصل لمدينة سرتا ضامة بذالك أخر جزء من أراضي نوميديا.
أقدم ما ذكر حول الملوك الموريطانيين يعود إلى الحرب البونيقية الثانية حوالي 206 قبل الميلاد وذلك حين وفر الملك باكا حماية للملك النوميدي ماسينيسا تتمثل في 4000 فارسا، أما تاريخ الموريطانية فلم تتضح معالمه إلا مع نهاية القرن الثاني قبل الميلاد وذلك بعد الاهتمامات التي أصبحت توليها روما لهذا الجزء من أفريقيا. في سنة 25 قبل الميلاد، نصبت روما يوبا الثاني على رأس المملكة الذي حكم خمسين سنة في ظل الحماية الرومانية. أدى اغتيال بطليموس الموريطني، في سنة 40م لقيام ثورة بقيادة ايدمون دامت أربع سنوات تم بعدها تقسيم المملكة إلى اقليمين تحت الحكم الروماني:
- موريطانيا الطنجية التي تعادل تقريبا شمال المغرب الحالي وعاصمتها تينجيس وهي الجزء الأصلي لمملكة موريطنية.
- موريطانيا القيصرية التي تعادل شمال الجزائر[39] الوسطى والغربية وعاصمتها قيصرية وهي شرشال حاليا.

### الفترة الرومانية

شمال أفريقيا تحت الحكم الروماني

سيطرت روما على مساحة شاسعة وغير محددة عن طريق التحالفات مع القبائل بدلًا من الاحتلال العسكري، وتوسيع سلطتها فقط إلى تلك المناطق، التي كانت مفيدة اقتصاديًا أو التي يمكن الدفاع عنها بدون قوى بشرية إضافية. لذلك، لم تمتد الإدارة الرومانية إلى ما وراء سهول ووديان الساحل الشمالي. كانت هذه المنطقة الاستراتيجية جزءًا من الإمبراطورية الرومانية، وحكمت باسم موريطنية الطنجية وعاصمتها مدينة وليلي.[بحاجة لمصدر]

في عهد الإمبراطور الروماني أغسطس، كانت موريتانيا تحت حكم الدولة، وسلطاتها، مثل يوبا الثاني، سيطر على جميع المناطق جنوب وليلي. لكن السيطرة الفعلية على الفيلق الروماني وصلت إلى شالة. يعتقد بعض المؤرخين أن الحدود الرومانية وصلت إلى مدينة الدار البيضاء الحاليًا، التي كانت تسمى سابقًا آنفا. والتي استوطنها الرومان كميناء.

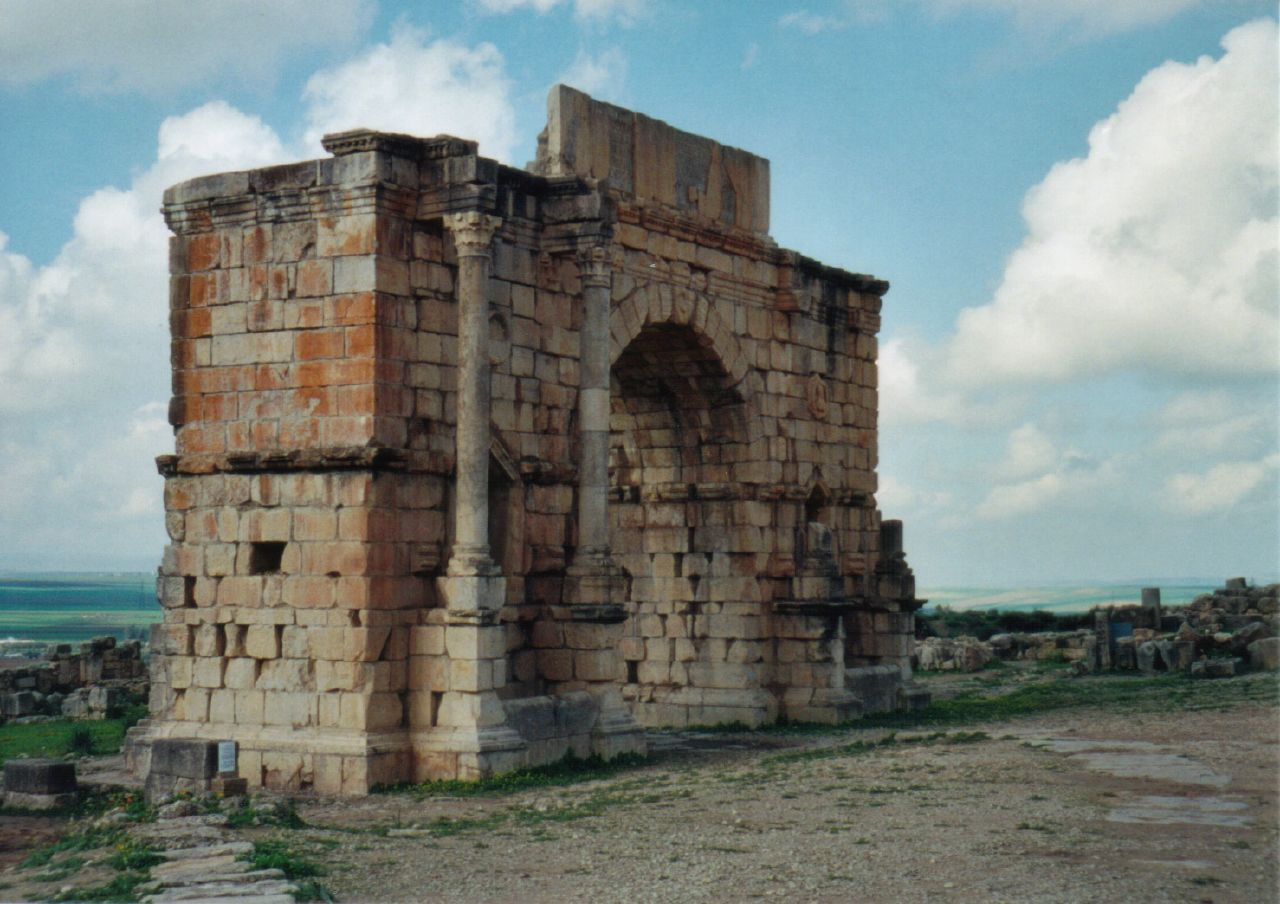
قوس النصر بمدينة وليلي (فوليبليس) الأثرية

في عهد يوبا الثاني، أسس أغسطس ثلاث مستعمرات مع المواطنين رومانيين في موريتانيا، بالقرب من ساحل المحيط الأطلسي: يوليا كونسطنتيا زليل، سيدي علي بوجنون ويوليا كامبستريس بابا. سيخلق أغسطس اثني عشر مستعمرة في المنطقة. في ذلك الوقت، خضعت المنطقة التي تسيطر عليها روما لتنمية اقتصادية كبيرة. لم تكن المنطقة في البداية بأكملها تحت السيطرة الرومانية. في عام 258، نقل الرومان عاصمتهم الإقليمية إلى طنجة وبدأت وليلي تفقد أهميتها.[بحاجة لمصدر]
تم ادخال المسيحية إلى المنطقة في القرن الثاني الميلادي. وانتشرت في المدن وبين العبيد وكذلك بين الفلاحين الأمازيغ. بحلول نهاية القرن العشرين، أضف الطابع المسيحي على المناطق ذات الطابع الروماني. كما تطورت الحركات النصرانية أيضًا، عادة كأشكال من الاحتجاج السياسي. كما كان في المنطقة عدد كبير من اليهودي أيضًا. [بحاجة لمصدر]

## الحضارات الإسلامية بالمغرب

### الفتح الإسلامي (700)

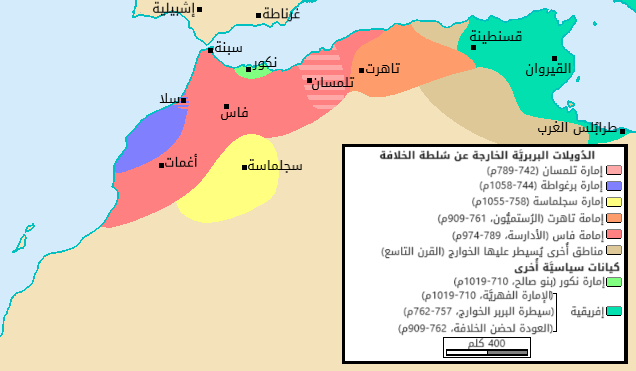
المغرب الكبير بعد ثورة البربر

بدأ الفتح الإسلامي للمغرب في منتصف القرن السابع الميلادي. واكتمل في أوائل القرن العشرين. انتشرت اللغة العربية والإسلام في المنطقة بعد الفتح الإسلامي. على الرغم من أنها جزء من خلافة إسلامية، فقد تم تنظيم المغرب في البداية كمقاطعة تابعة للمغرب الأدنى، وتعيين الحكام المحليين من قبل الحاكم المسلم في القيروان.
اعتنق البربر الأصليون الإسلام، لكنهم حافظوا على قوانينهم العرفية. كما دفعوا ضرائب وتكريم للإدارة الإسلامية الجديدة.

### ثورة البربر (740-743)
في عام 740م، تمرد الأمازيغ ضد الخلافة الأموية الحاكمة، مدفوعًا بتحريضات خوارج متدينة. بدأت الثورة بين القبائل البربرية في المغرب، وسرعان ما انتشرت في جميع أنحاء المنطقة. على الرغم من أن التمرد هدأ في عام 742م قبل أن يصل إلى أبواب القيروان، لم يتمكن الحكام الأمويون في دمشق ولا خلفاؤهم العباسيون من فرض حكمهم على المناطق الواقعة غرب إفريقية. خرج المغرب من السيطرة الأموية والعباسية، وتقسم إلى عدة دول بربرية صغيرة ومستقلة مثل بورغواطة، وسجلماسة، ونيكور، بالإضافة إلى تلمسان وتيارت، والتي تعرف حاليًا بغرب الجزائر. قام البربر بوضع دولة إسلامية خاصة بهم. حافظ البعض، مثل بنو يفرن، على روابط مع الطوائف الإسلامية المتدينة، بينما بنى البعض الآخر، مثل بورغواطة، عقيدة توفيقية جديدة.

### الدولة البورغواطية
أول مملكة إسلامية مستقلة تنفصل عن الخلافة بالمشرق وحكم البورغواطيون في بلاد تامسنا الممتدة من مدينة سلا شمالا إلى اسفي جنوبا لأكثر من ثلاثة قرون (744 - 1058).

### سلالة الإدريسية

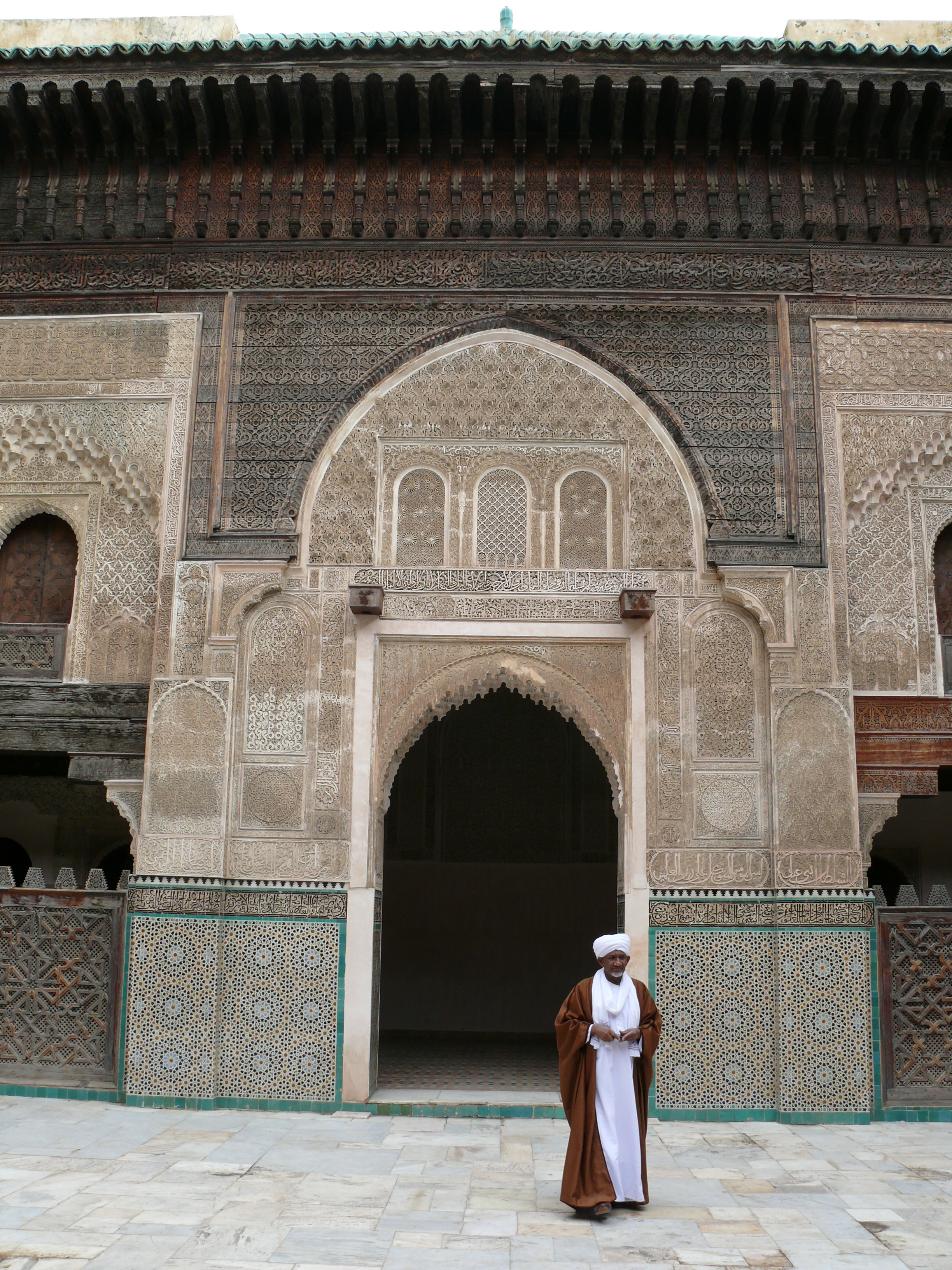
مدرسة القرويين بفاس، أسستها فاطمة الفهري في عهد الأدارسة في القرن التاسع.

بدخول شمال المغرب تحت حكم الادارسة ظهرت بوادر انفصال هذا الإقليم عن الخلافة بالمشرق. عقب عدة محاولات تحققت هذه الرغبة بظهور إمارة في شمال المغرب هي دولة الأدارسة سنة 788م. وقد كان مؤسس هذه الدولة المولاى إدريس بن عبد الله المحض العلوي الهاشمي، الذي حل بالمغرب الأقصى فارا من موقعة فخ قرب مكة (786). استقر بمدينة وليلي حيث احتضنته قبيلة آوربة الأمازيغية ودعمته حتى أنشأ دولته. هكذا تمكن من ضم كل من منطقة فزاز ثم تلمسان. اغتيل المولى ادريس الأول بمكيدة دبرها الخليفة العباسي هارون الرشيد ونفذت بعطر مسموم. بويع ابنه ادريس الثاني بعد بلوغه سن الثانية عشر. قام هذا الأخير ببناء مدينة فاس كما بسط نفوذه على وادي أم الربيع ونواحي فاس بالمغرب.

### دولة نكور
وكانت إمارة نكور أول إمارة إسلامية مستقلة بالمغرب الأقصى بعد ثورة الأمازيغ على ولاة بني أمية، كما أنها تمذهبت بالمذهب السني خلافا لباقي الإمارات المغربية الأخرى التي كانت على المذهب الصفري الخارجي.
ظهرت إمارة نكور منذ سنة 123 هــ الموافق ل 744 م على يد صالح بنو منصور المعروف بالعبد الصالح الذي نزل بمنطقة تمسامان في الريف.

### الدولة المغراوية
تحت قيادة زيري بن عطية (ت. 1001)، تمكن المغراوة من بسط نفوذهم إلى فاس، ووسعوا دولتهم على حساب بني يفرن. وحين قامت ثورة ضد الأمويين، تمكن المنصور الأموي من إخمادها، إلا أن المغراوة تمكنوا من استعادة السيطرة على فاس. وتحت الحكام المتعاقبين، المعز (1001 - 1026)، حمامة (1026 - 1039) ودوناس (1039)، تمكن المغراويون من ترسيخ حكمهم في شمال ووسط المغرب.

### الدولة المرابطية
في حدود القرن الحادي عشر الميلادي ظهر مجموعة من الرحل ينتمون لقبيلتي لمتونة وجدالة واستطاع عبد الله بن ياسين، وهو أحد المصلحين الدينيين أن يوحد هاتين القبيلتين وينظمهما وفق مبادئ دينية متخذا اسم المرابطين لحركته. وهكذا سعى المرابطون إلى فرض نفسهم كقوة فاعلة، وتمكنوا من إنشاء دولتهم عاصمتها مراكش التي أسسوها سنة 1069 م. بسط المرابطون بقيادة يوسف بن تاشفين سلطتهم على مجمل المغرب الحالي وبعض جهات الغرب الجزائري والأندلس ابتداء من 1086م وبهذه التوسعات يعتبر يوسف بن تاشفين أول ملك يوحد المغرب الأقصى من الشمال إلى الجنوب بعد أن قضى على كل الدول التي كانت تتقاسم المغرب منذ القرن 8 للميلاد.

### الدولة الموحدية

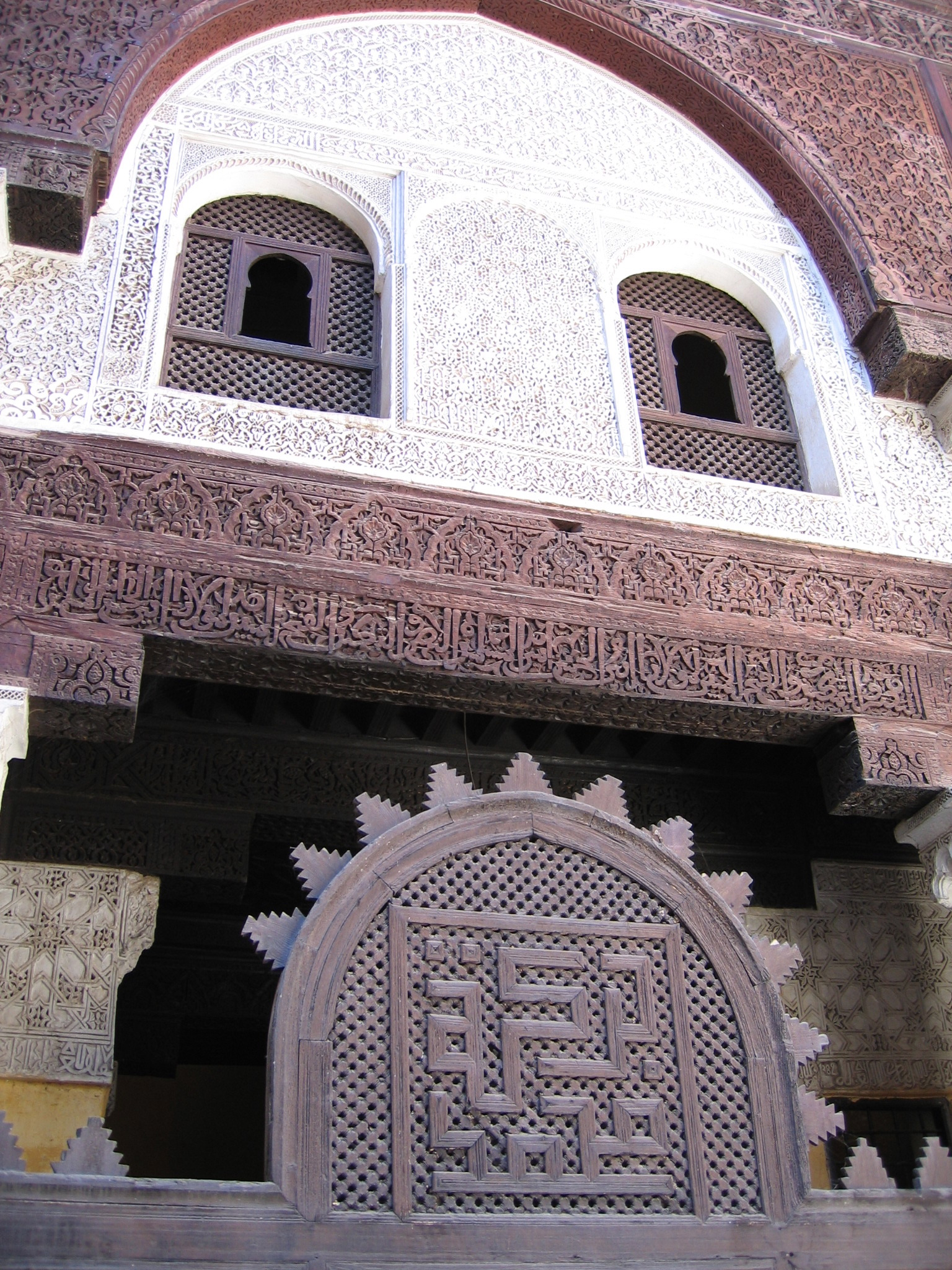
المدرسة البوعنانية في مكناس

في بداية القرن 12 م تعاظم بالمغرب شأن المصلح الديني والثائر السياسي المهدي بن تومرت. حيث استقر بقرية تنمل بجبال الأطلس الكبير جنوب شرق مراكش. ونظم قبائل مصمودة من حوله بغرض الإطاحة بدولة المرابطين التي اعتبرها زائغة عن العقيدة الصحيحة للإسلام، كما سمى أتباعه بالموحدين. استطاع الموحدون بقيادة عبد المومن بن علي من السيطرة على المغرب الأقصى كله بحلول سنة 1147 م. كما تمكن من بسط نفوذه على شمال أفريقيا كلها والأندلس مؤسسا بذلك أكبر إمبراطورية بغرب المتوسط منذ الإمبراطورية الرومانية.

### الدولة المرينية
ينحدر المرينيون من قبيلة زناتة وهي من أكبر القبائل الأمازيغية وقبل الملك كانوا بدوا في شرق المغرب يجوبون ما بين ملوية ومدينة فجيج واحيانا وصلوا حتى بلاد الزاب بأفريقية، ومعنى كلمة المرينيون: القبائل التي هلكت ماشيتها، وهم قبائل بدوية كان أول ظهور لهم كمتطوعين في الجيش الموحدي، واستطاعوا تشكيل قوة عسكرية وسياسية مكنتهم من الإطاحة بدولة الموحدين سنة 1269 م.
واستطاع المرينيون في عهد الأخوين أبو بكر بن عبد الحق (1244-1258 م) ثم أبو يوسف يعقوب (1258-1286 م) أن يستولو على العديد من المدن، مكناس: 1244 م، فاس: 1248 م. مع حلول سنة 1269 م استطاعوا التخلص من آخر الموحدين في مراكش، وبدأوا بعدها في تنظيم جيش قوي حتى يمكنهم الاحتفاظ بالمناطق التي انتزعوها. خاضوا عدة حروب على أرض الأندلس في عهد أبو يعقوب يوسف (1286-1307 م)، توسعوا إلى الجزائر (الاستيلاء على وهران ومدينة الجزائر). عرفت الدولة أوجها أثناء عهدي أبو الحسن علي (1331-1348 م) ثم أبو عنان فارس (1348-1358 م) وازدهرت حركة العمران. استطاع الأخير صد سلاطين عبد الواد والاستيلاء على عاصمتهم تلمسان، ثم واصل في غزواته حتى بلغ تونس واحتلها على حساب الحفصيين.
حكم المرينيون المغرب لمدة قرنيين لم يستطيعوا خلالها الحفاظ على الإرث الكبير الذي خلفه الموحدون. مما أجبرهم في نهاية الأمر على توجيه اهتمامهم على الحدود الترابية للمغرب الأقصى. ستتميز نهاية حكمهم بانقسام المغرب إلى مملكتين: مملكة فاس ومملكة مراكش، إضافة إلى سقوط مجموعة من المدن في يد المحتل الإيبيري، كسبتة 1415 م والقصر الصغير 1458 وأصيلا وطنجة 1471 ومليلية 1497, ومن بعدهم حكم المغرب الوطاسيون وتنحدر أصولهم أيضا من قبائل زناتة الامازيغية.
منذ 1358 م بدأت الدولة المرينية تتهاوى سريعا. تولى الحكم سلاطين دون سن الرشد (1358-1374 م ثم 1393-1458 م) كانو بلا رأي، وضع هؤلاء تحت وصاية أقرابائهم من الوطاسيين، كما قام أصحاب غرناطة بتولى دور الوصتية (1373-1393 م). آخر السلاطين عبد الحق (1421-1465 م) استطاع أن يتخلص من أقربائه الوطاسيين بعد أن أقام لهم مذبحة كبيرة سنة 1458 م. لم يدم الأمر على حاله وقام سكان فاس بثورة على المرينيين ثم صار أمر المغرب بعده في أيدي الوطاسيين.

### الدولة الوطاسية
الوطاسيون من سلالة امازيغية وهم وزراء بني مرين حيث اقتسموا السلطة في المغرب الأقصى، فكان نصيبهم منطقة الريف٬ استغلوا ضعف الدولة المرينية في اواخر عهدها، فاستولوا على السلطة، ودام حكمهم من 1471م إلى 1554م

### الدولة السعدية
انطلقت حركة الشرفاء السعديين من جنوب المغرب تحديدا من مناطق درعة. وقد اتخذت شكل مقاومة جهادية ضد المحتل الإيبيري للمدن الساحلية.
غير أن السعديين ما فتؤوا يتحولون إلى قوة عسكرية وسياسية تمكنت من فرض نفسها في غياب سلطة مركزية قوية قادرة على توحيد البلاد ودرء الاحتلال. وقد ساعد في بروز دولة السعديين سلسلة الانتصارات المتلاحقة التي حققوها والتي كللت بدخولهم مراكش سنة 1525م تم فاس سنة 1554م. وقد كان هذا إيذانا بقيام حكم الدولة السعدية بالمغرب.
لقد كان الانتصار المدوي للسعديين على البرتغال في معركة وادي المخازن (معركة الملوك الثلاث) سنة 1578م بالغ الأثر على المغرب، حيث أعاد للمغرب هيبته في محيطه الجييوستراتيجي، كما مكنه من الاستفادة اقتصاديا خاصة في علاقته مع أفريقيا. كانت وفاة المنصور الذهبي سنة 1603م إيذانا باندحار دولة السعديين بفعل التطاحن على السلطة بين مختلف أدعياء العرش.

### سلالة العلوية

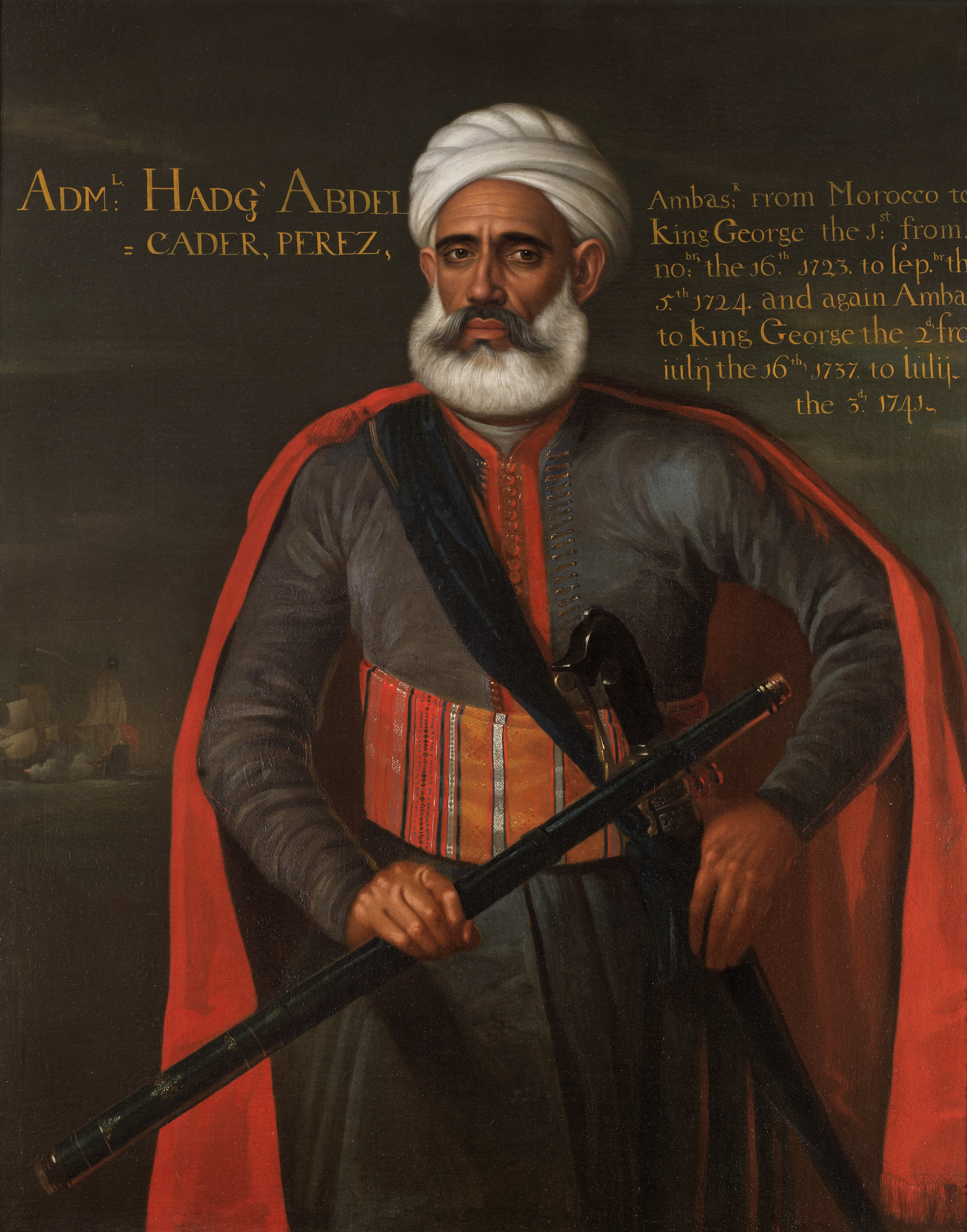
عبد القادر بيريز ممثل السلطان المولى إسماعيل في إنجلترا (سفير) عام 1723.

الأسرة العلوية هي العائلة المالكة حاليًا في المغرب. يأتي الاسم العلوي من «علي» علي بن أبي طالب، الذي خلف خليفته شريف بن علي أمير تافيلالت عام 1631. كان ابنه مولاي الراشد (1664-1672) قادرًا على توحيد وتهدئة الأوضاع في البلاد. يعود نسب الأسرة العلوية لنسب الرسول محمد ﷺ من ابنته فاطمة الزهراء وزوجها علي بن أبي طالب.
قام إسماعيل بن الشريف (1672-1727) بتعزيز المملكة من خلال إنشاء دولة موحدة في مواجهة معارضة القبائل المحلية. بما أن العلويين، على عكس السلالات السابقة، لم يكن لديها دعم من أي قبيلة أمازيغية أو بدوية، سيطر إسماعيل على المغرب من خلال تأسيس جيش تحت مسمى جيش عبيد البخاري.. وبهؤلاء الجنود طرد الإنجليز من طنجة (1684) والإسبان من العرائش عام 1689. لم يُحافض المغرب على وحدته بعد وفات مولاي إسماعيل. بسبب الصراعات عن السلطة التي تلت وفاته، أصبحت القبائل قوى سياسية وعسكرية مرةً أخرى. نجح محمد الثالث (1757-1790) في إعادة توحيد المملكة. تم التخلي عن فكرة المركزية وسمح للقبائل بالحفاظ على استقلاليتها. في 20 ديسمبر 1777، كان المغرب من أوائل الدول التي اعترفت بسيادة الولايات المتحدة المستقلة حديثًا.
خلال حكم محمد الرابع (1859-1873) والحسن الأول (1873–1894)، سعى العلويون إلى تعزيز العلاقات التجارية، خاصةً مع الدول الأوروبية والولايات المتحدة. تم تحديث الجيش والإدارة أيضًا لتعزيز السيطرة على القبائل الأمازيغ والبدو. في عام 1859، خاض المغرب حربًا مع إسبانيا. وحصل على الاستقلال في مؤتمر مدريد عام 1880، كما اكتسبت فرنسا نفوذاً كبيراً في المغرب. سعت ألمانيا لمواجهة النفوذ الفرنسي المتزايد، مما أدى إلى الأزمة المغربية الأولى 1905-1906 وأزمة أكادير عام 1911. في عام 1912 أصبح المغرب تحت الحماية الفرنسية من خلال معاهدة فاس.

## التأثير الأوروبي (1830-1956م)

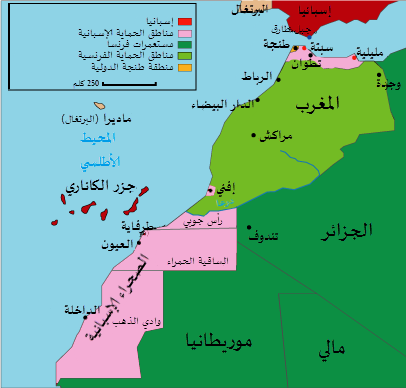
الحماية الثلاثية على المغرب (1912 - 1956)

لم تؤثر الجهود البرتغالية في السيطرة على ساحل المحيط الأطلسي في القرن الخامس عشر على المناطق الداخلية للمغرب. بعد الحروب النابليونية، أصبحت شمال أفريقيا غير قابلة للحكم من قبل الإمبراطورية العثمانية التي حكمت اسطنبول. كان المغرب الكبير معروفًا أن لديه ثروة أكبر من بقية أفريقيا، وقد منحه موقعه بالقرب من مدخل البحر المتوسط أهمية إستراتيجية، أبدت فرنسا اهتمامًا كبيرا بالمغرب في عام 1830. [بحاجة لمصدر] نجحت سلالة العلويين في الحفاظ على استقلال المغرب في القرنين الثامن عشر والتاسع عشر، في حين استسلمت دول أخرى في المنطقة للهيمنة العثمانية والفرنسية أو البريطانية. [بحاجة لمصدر]
في عام 1844، بعد غزو فرنسا للجزائر، اندلعت الحرب الفرنسية المغربية، بقصف طنجة، في معركة إيسلي سنة 1844، وقصف الصويرة. وبعد إضعافها في الحرب، وقع السلطان عبد الرحمن بن هشام معاهدة التجارية تم التفاوض عليها مع الدبلوماسي البريطاني جون هاي دروموند هاي في عام 1856.
وقعت الحرب الإسبانية المغربية بين 1859 و1860، وأجبرت معاهدة واد راس المغرب على اقتراض مبلغ ضخم من بريطانا أكبر من احتياطياته الوطنية لسداد ديونه الحربية لإسبانيا.
في منتصف القرن التاسع عشر، بدأ اليهود المغاربة بالهجرة من المدن الداخلية إلى المدن الساحلية مثل الصويرة والجديدة والعصفي، والدار البيضاء للحصول على فرصة اقتصادية، والمشاركة في التجارة مع الأوروبيين وللتطور تلك المدن آنا ذاك. افتتح الاتحاد الإسرائيلي العالمي أول مدرسة له في تطوان عام 1862.
في الجزء الأخير من القرن التاسع عشر، أدى عدم استقرار المغرب إلى تدخل الدول الأوروبية لحماية الاستثمارات والمطالبة بامتيازات اقتصادية. دعا السلطان الحسن الأول إلى مؤتمر مدريد عام 1880 ردًا على إساءة فرنسا وإسبانيا لنظام الحماية، لكن النتيجة كانت زيادة الوجود الأوروبي في المغرب، في شكل مستشارين وأطباء ورجال أعمال.
ذهب أكثر من نصف نفقات مخزن الدولة إلى الخارج لدفع تعويضات الحرب وشراء الأسلحة والمعدات العسكرية والسلع المصنعة. من عام 1902 إلى عام 1909، زاد العجز التجاري المغربي بنسبة 14 مليون فرنك سنويًا، وانخفضت قيمة الريال المغربي بنسبة 25% من عام 1896 إلى عام 1906. في يونيو 1904، بعد محاولة فاشلة لفرض ضريبة.

### الحماية الفرنسية والإسبانية (1912-1956)

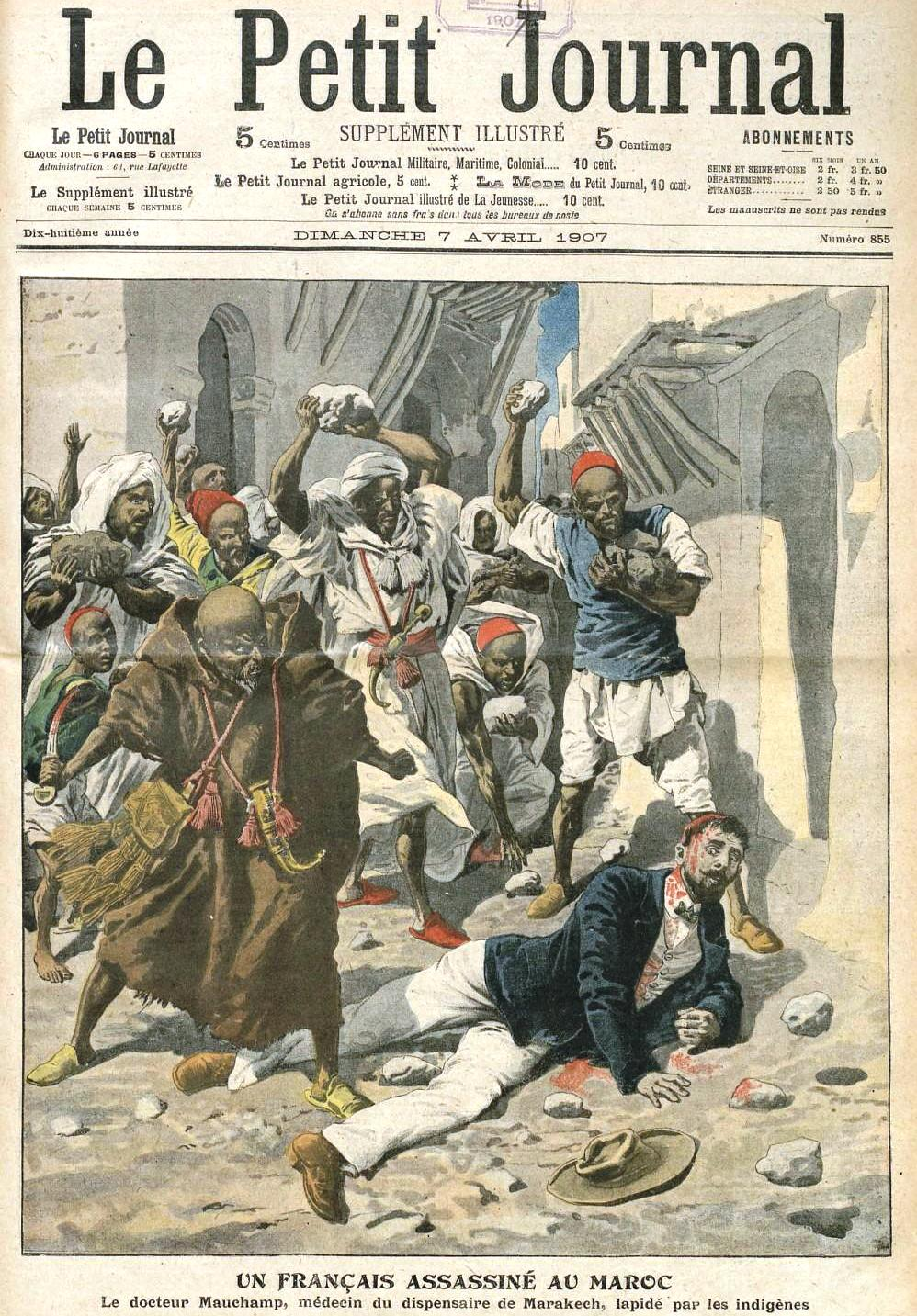
اغتيال أميل موشوم في مراكش اتخذته فرنسا مبررا لغزو وجدة من مستعمرتها في الجزائر، وذلك عام 1907
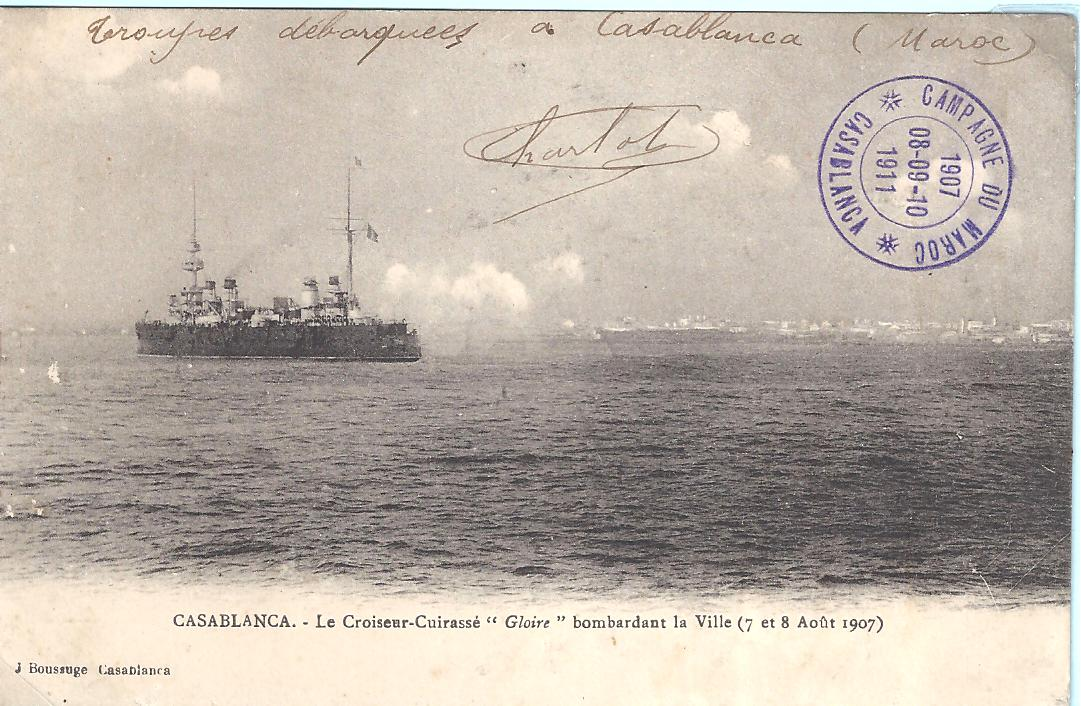
العصيان في الدار البيضاء ردا على شروط معاهدة الجزيرة الخضراء قمعته فرنسا عن طريق قصف الدار البيضاء
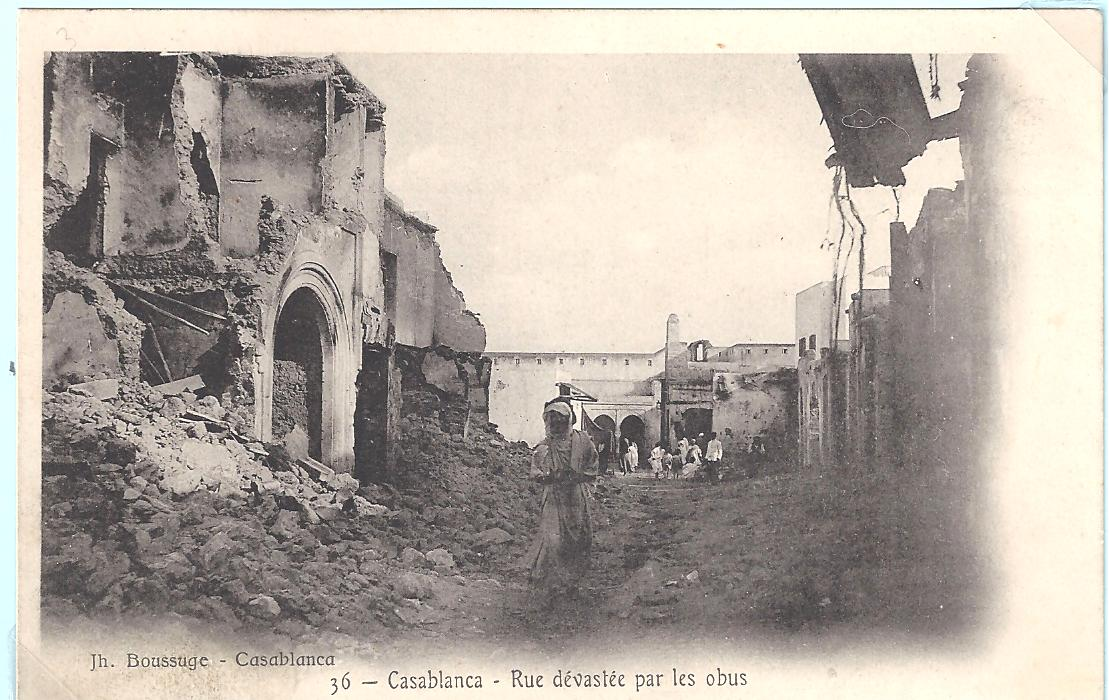
التدمير الناتج عن قصف الدار البيضاء عام 1907
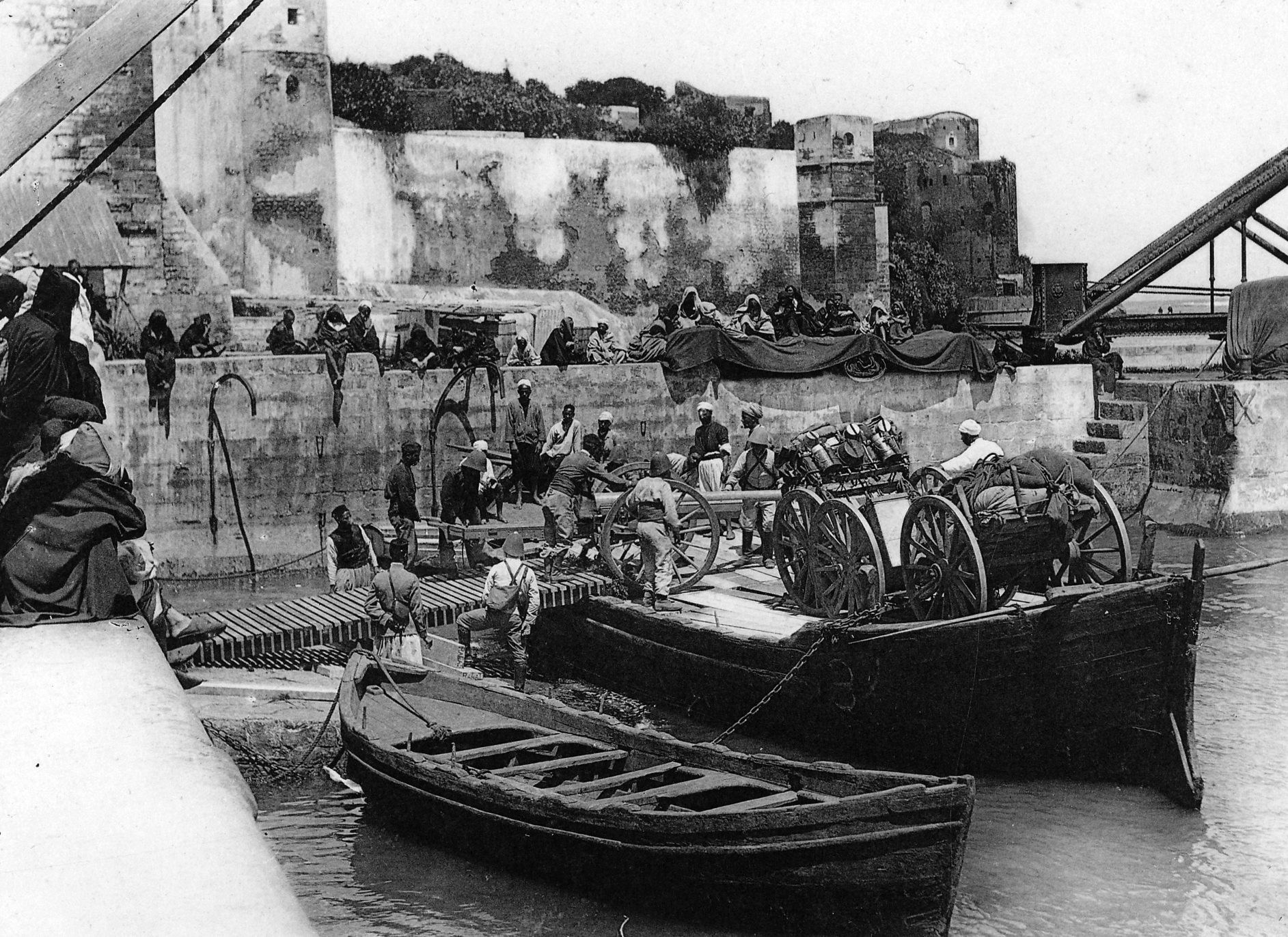
المدفعية الفرنسية في الرباط عام 1911. البعثة العسكرية الفرنسية إلى فاس لحماية السلطان من عصيان القبائل أسفر عن أزمة أغادير.
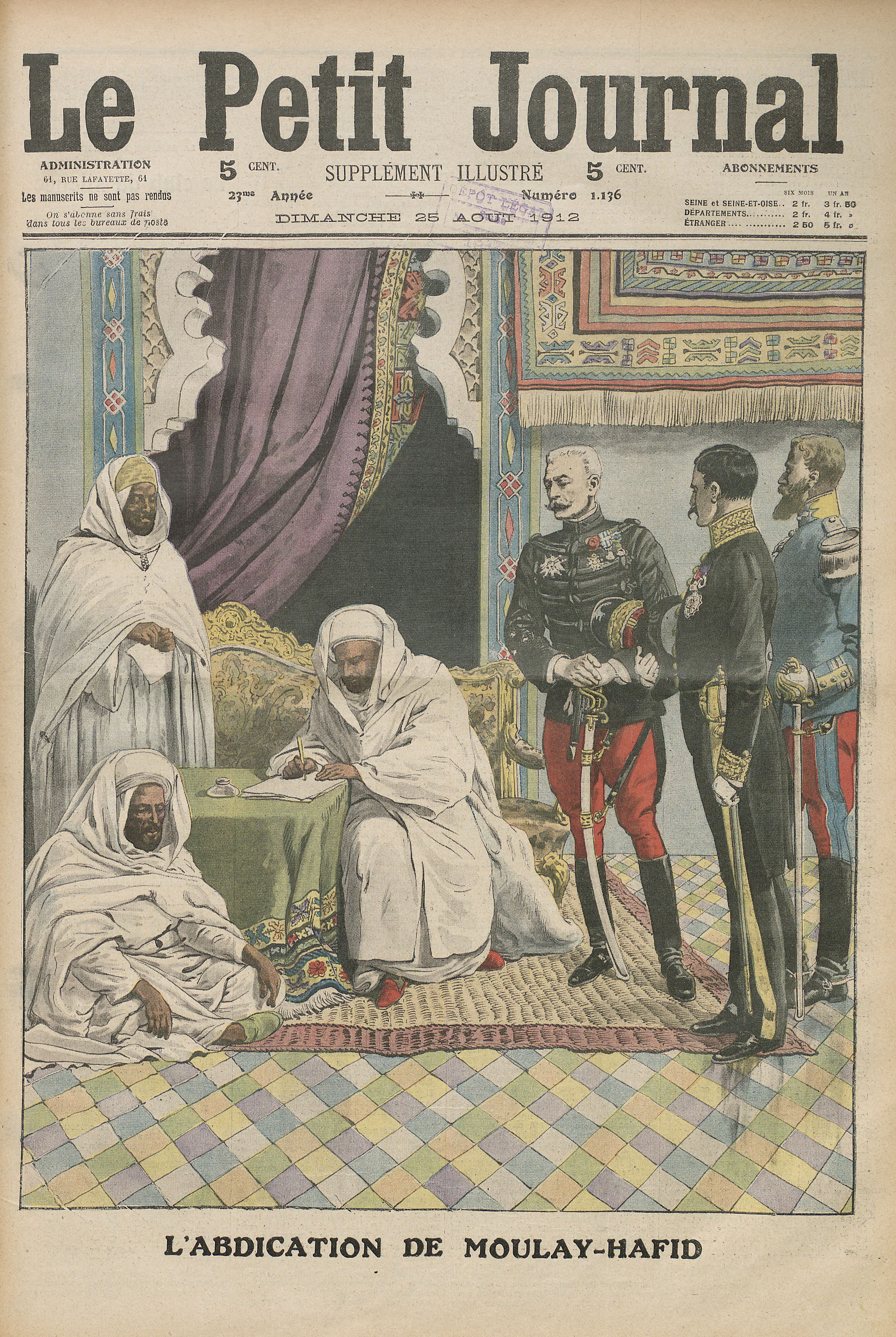
السلطان عبد الحفيظ بن الحسن يوقع على معاهدة فاس 30 مارس 1912 تحت الضغط
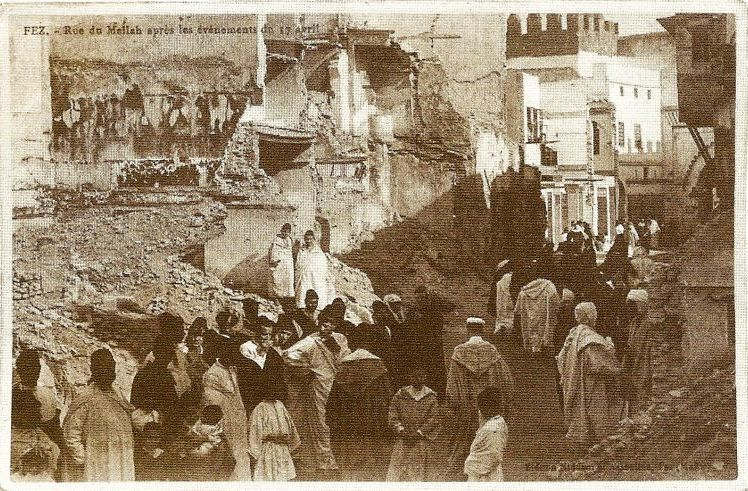
التدمير بعد أن قمعت فرنسا انتفاضة فاس عن طريق القصف المدفعي

في عام 1907، اتخذت فرنسا اغتيال أميل موشوم في مراكش كذريعة لغزو وجدة في الشرق. زادت أزمة أكادير من التوترات بين الدول الأوروبية القوية، وأسفرت عن معاهدة فاس (وقعت في 30 مارس 1912)، ممّا جعل المغرب تحت الحماية الفرنسية. معاهدة ثانية وقعها الرئيسان الفرنسي والإسباني، مُنحت إسبانيا منطقة نفوذًا في شمال وجنوب المغرب في 27 نوفمبر 1912. وأصبح الجزء الشمالي من المغرب تحت الحماية الإسبانية وحُكمت المنطقة الجنوبية من العيون كمنطقة وسيطة بين المستعمرة الإسبانية وادي الذهب المغرب. بدأت معاهدة فاس عام 1912 انتفاضة فاس. من خلال معاهدة طنجة الموقعة في ديسمبر 1923، حصلت طنجة على مكانة خاصةً وأصبحت مدينة تتمتع بحكم دولي.
بحسب ما تقرر في مؤتمر الجزيرة الخضراء (أبريل 1906)، وهي تتيح للدول المشاركة في تسيير المغرب مع احتفاظه ببعض السيادة ورموزه الوطنية، بعثت فرنسا بجيشها إلى الدار البيضاء في غشت 1907، انتهى الأمر بالسلطان إلى قبول معاهدة الحماية في 30 مارس 1912. وقتها أصبح لإسبانيا مناطق نفوذ في شمال المغرب (الريف) وجنوبه (إفني وطرفاية والصحراء المغربية). في 1925 أصبحت طنجة منطقة دولية بعد اقرار اتفاقية باريس. أما باقي المناطق بالمغرب فقد كانت تحت سيطرة فرنسا.
- 1920 إلى 1927: ثورة الريف في الشمال - حرب الريف - وقيام جمهورية الريف بقيادة الأمير محمد عبد الكريم الخطابي، خاصة في سنتين 1921 و1926. وتقوت المعارضة ذات النزعة الوطنية، وشرع في المقاومة، في الجبال وفي المدن؛ في 1930، ظهر أول تنظيم سياسي مغربي، بزعامة كل من علال الفاسي ومحمد بلحسن الوزاني، وهم الذين سيؤسسون لاحقا حزب الاستقلال. وفي الحرب العالمية الثانية، كانت الحركة المعارضة للحماية قد تقوت، وكانت الجامعة العربية والولايات المتحدة يساندونها. وكان السلطان محمد الخامس يدعمها بدوره (خطاب طنجةفي أبريل 1947). وقد أكد موقفه المناوئ للحماية أثناء الاحتفال بعيد العرش سنة 1952. وتجاوب معه الشعب على نطاق واسع، فنظمت مظاهرات مساندة لمساعيه (في الدار البيضاء على الخصوص)، وواجهت سلطات الاحتلال المتظاهرين بالقمع العنيف، وقد عملت سلطات الاحتلال على كسب دعم الاقطاعيين، خاصة، لخلع ملك البلاد الشرعي، واحلال ابن عمه (بن عرفة) محله، وكرد فعل على ذلك، دعا رجالات الحركة الوطنية إلى الكفاح المسلح ضد الفرنسيين، وأعلن على استقلال المغرب في 3 مارس 1956. كما أن إسبانيا سلمت بدورها باستقلال هذا البلد في 7 أبريل 1956.

### مسيرة الاستقلال

التقسيم الإداري للمغرب

شعار محرك بحث قوقل يوم 18 نونبر 2014 (بمناسبة ذكرى يوم الإستقلال) بألوان العلم الوطني المغربي الأحمر والأخضر، مع فارس مغربي يحمل العلم المغربي تتوسطه النجمة الخماسية الخضراء

في 18 نوفمبر عام 1927، تربع الملك محمد الخامس على العرش وهو في الثامنة عشرة من عمره، وفي عهده خاض المغرب المعركة الحاسمة من أجل الاستقلال عن الحماية. في 11 يناير 1944 تم تقديم وثيقة المطالبة بإنهاء حماية المغرب واسترجاع وحدته الترابية وسيادته الوطنية الكاملة. في 9 أبريل 1947 زار محمد الخامس مدينة طنجة حيث ألقى بها خطاب طنجة الذي أدى إلى تصعيد المقاومة (جيش التحرير) لإنهاء الحماية. في 20 غشت 1953 نفي محمد الخامس والأسرة الملكية إلى مدغشقر واندلع بالمغرب ما يعرف بثورة الملك والشعب.
في 16 نونبر 1955 عاد محمد الخامس والأسرة الملكية من المنفى. وفي 2 مارس 1956 اعترفت الحكومة الفرنسية باستقلال المملكة المغربية في التصريح المشترك الموقع بين محمد الخامس والحكومة الفرنسية، وفي 7 أبريل 1956 تم التوقيع مع إسبانيا على اتفاقيات تم بموجبها استرجاع المغرب لأراضيه في الشمال، وفي اليوم 22 من نفس الشهر انضم المغرب إلى منظمة الأمم المتحدة، وفي عام 1958 استرجع المغرب إقليم طرفاية من الاحتلال الإسباني وتم إلغاء القانون الذي تم بمقتضاه تدويل مدينة طنجة. وفي 26 فبراير 1961 توفي محمد الخامس.

### في عهد الحسن الثاني

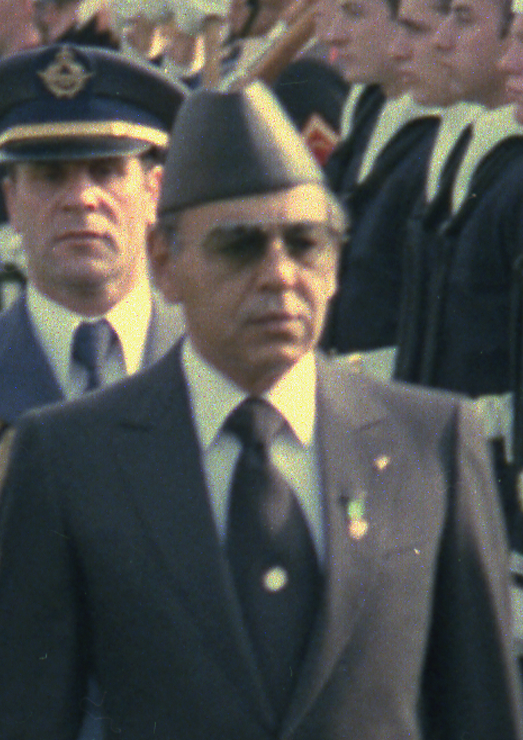
الحسن الثاني

تربع الحسن الثاني على العرش كملك للمغرب في 3 مارس 1961، في دجنبر 1962 تمت المصادقة بواسطة الاستفتاء على أول دستور يجعل من المغرب ملكية دستورية، في عام 1969 تم استرجاع سيدي إفني. في 6 نونبر 1975 انطلقت المسيرة الخضراء بـ350 ألف متطوع ومتطوعة عبروا الحدود الاستعمارية ودخلوا الصحراء المغربية. في 14 نونبر 1975 تم التوقيع على معاهدة مدريد التي تم بموجبها استرجاع المغرب للأقاليم الصحراوية، في 23 يناير 1987 اقترح الحسن الثاني على العاهل الإسباني خوان كارلوس الأول إنشاء خلية للنظر في قضية سبتة ومليلية والجزر الجعفرية (جزر: جزيرة باديس وجزيرة نكور وملوية) التي لا زالت تحت الاحتلال الإسباني. في 17 فبراير 1989 تم التوقيع بمراكش على المعاهدة التأسيسية لاتحاد المغرب العربي.
كما ترأس الحسن الثاني لجنة القدس منذ انعقاد المؤتمر العاشر لوزراء خارجية دول منظمة المؤتمر الإسلامي بفاس في جمادى الآخرة 1399 هـ، مارس 1979م إلى حين وفاته في عام 1999م، وتم اختيار الملك محمد السادس رئيسا للجنة. وفي عام 1992 م، ترأس الملك الحسن اجتماعات قمة منظمة المؤتمر الإسلامي التي عقدت بالدار البيضاء، كما شارك في قمة (صانعي السلام) بشرم الشيخ بمصر. وفي 23 يوليوز 1999م، توفي الملك الحسن الثاني بعد أن عمل على توحيد المغرب ودعم استقلال جميع أراضيه، وبذل جهوداً كبيرة من أجل تشجيع المبادرات الإسلامية والعربية والإفريقية. وفي اليوم نفسه تلقى الملك محمد بن الحسن البيعة في قاعة العرش بالقصر الملكي بالرباط.

## عهد محمد السادس (منذ 1999)

ذكرى عيد العرش، لبيعة الملك محمد السادس

بعد وفاة الملك الحسن الثاني ملك المغرب عام 1999، تولى الأمير سيدي محمد العرش الملكي، حاملاً لقب محمد السادس. قام بعدة إصلاحات متتالية لتحديث المغرب، وحسن بشكل كبير من البلاد في مجال حقوق الإنسان. كان من أولى الإجراءات التي اتخذها الملك الجديد الإفراج عن حوالي 8000 سجين سياسي وتخفيض الأحكام لـ 38000 آخرين. [بحاجة لمصدر] كما شكل لجنة لتعويض أسر الناشطين السياسيين المفقودين وأولئك الخاضعين للاعتقال التعسفي.
في سبتمبر 2002، أجريت انتخابات تشريعية جديدة، وفاز بها حزب الاتحاد الاشتراكي للقوات الشعبية. أفاد المراقبون دوليون بأن الانتخابات كانت حرة ونزيهة، مشيرين إلى عدم وجود مخالفات مثل التي حصلت في انتخابات عام 1997. في مايو 2003، تكريما لولادة ابنه الأول، أمر الملك بالإفراج عن 9000 سجين وتخفيض حكم 38000 سجين. أيضًا في عام 2003، تم اعتماد تعليم اللغة الأمازيغية في المدارس الابتدائية، كمقدمة قبل إدخالها في جميع المستويات التعليمية.
في مارس 2000، نظمت مجموعات نسائية مظاهرات في مدينة الرباط تقترح إصلاحات للوضع القانوني للمرأة. شاركت ما بين 200 ألف إلى 300 ألف امرأة، ودعت إلى منع تعدد الزوجات، وإدخال قانون الطلاق المدني. على الرغم من أن الاحتجاجات المضادة وصلت إلى ما بين 200.000 و 400.000 مشارك، إلا أن الحركة كان لها تأثير كبير على الملك محمد السادس، وقام بتأسيس مدونة جديدة، أو مدونة الأسرة المغربية، في أوائل عام 2004 استجابة لعدد من الناشطين في مجال حقوق المرأة.
في يوليو 2002، اندلعت أزمة مع إسبانيا على جزيرة صغيرة غير مأهولة تقع على بعد أقل من 200 متر من الساحل المغربي، سمها المغاربة جزيرة تورة أو جزيرة ليلى. بعد تدخل من الولايات المتحدة، وافق المغرب وإسبانيا على العودة إلى الوضع الراهن، الذي لا تزال الجزيرة مهجورة.

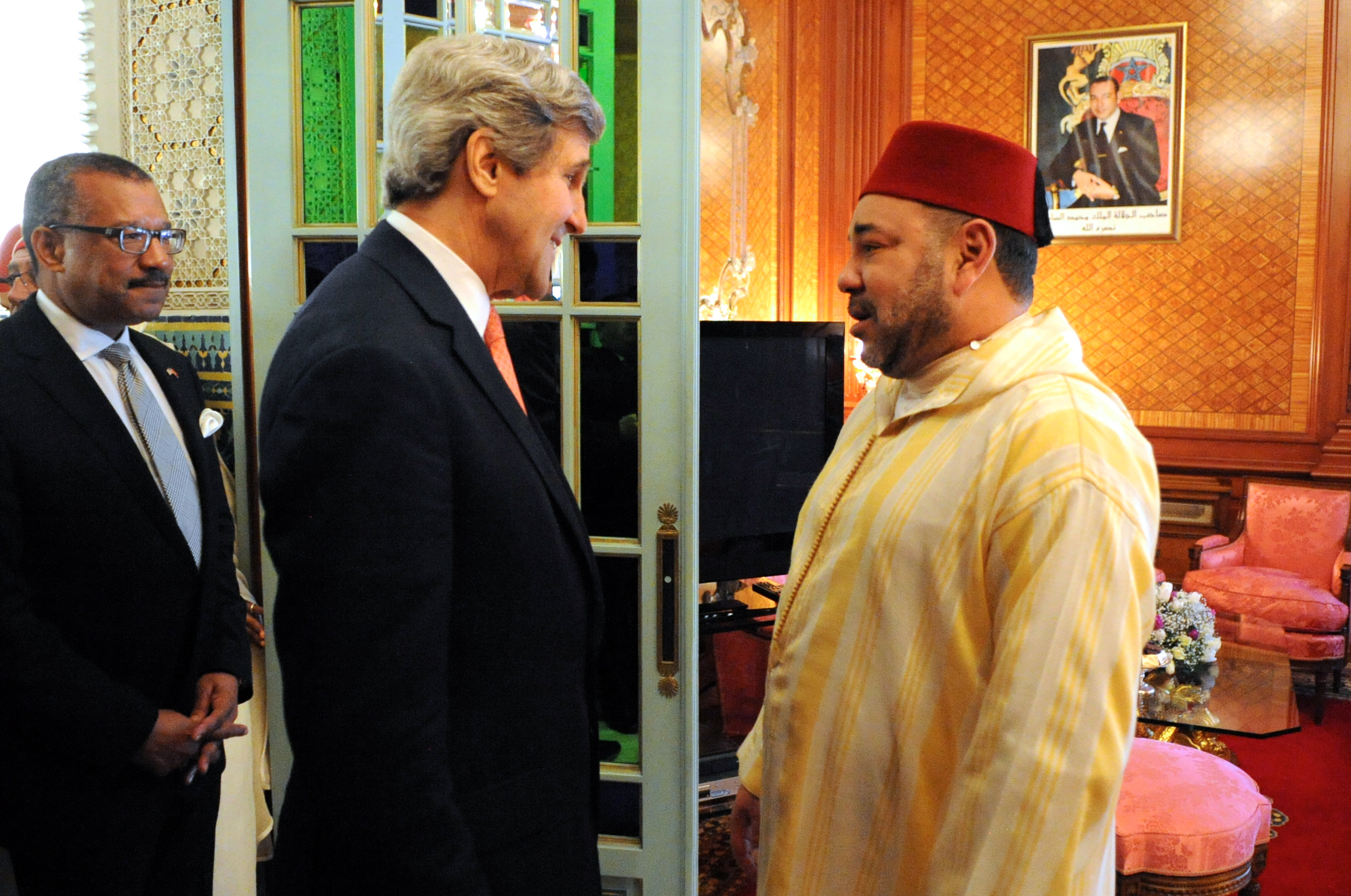
صورة تعود لشهر أبريل من سنة 2014 لمحمد السادس في استقبال رسمي لوزير الخارجية الأمريكية جون كيري بمدينة الدار البيضاء.

على الصعيد الدولي، تربط المغرب علاقات قوية مع الغرب. وكان من أوائل الدول العربية والإسلامية استنكارًا بهجمات 11 سبتمبر في الولايات المتحدة.
في مايو 2003، فجر انتحاريون إسلاميون عدة قنابل في سلسلة من المواقع في الدار البيضاء في نفس الوقت، مما أسفر عن مقتل 45 شخصا وإصابة أكثر من 100 شخص آخر. قامت الحكومة المغربية بشن حمل ضد الإسلاميين المتطرفين، واعتقلت في النهاية آلاف الأشخاص. من بين هؤلاء، تم تقديم 1200 شخص إلى المحكمة وحكم على حوالي 900 منهم. ووقعت اعتقالات أخرى في يونيو/حزيران 2004. وفي الشهر نفسه، صنفت الولايات المتحدة المغرب كحليف رئيسي لمنظمة حلف شمال الأطلسي، مشيرةً إلى أنها اعتراف بجهوده البلد ضد الإرهاب الدولي. في 1 يناير 2006، تم إطلاق اتفاقية ثنائية للتجارة الحرة بين الولايات المتحدة والمغرب.[بحاجة لمصدر] تم التوقيع على الاتفاقية في عام 2004 بالتزامن مع اتفاقية مماثلة وقعت مع الاتحاد الأوروبي، وهو الشريك التجاري الرئيسي للمغرب.

## الأحداث الرئيسية
- قبل الميلاد: أسس الأمازيغ «مملكة موريطنية» وعدة مدن قديمة نذكر منها : تمودة، سبتة، طنجة، تاموسيدة، زليل، بناصا، وليلي، شالة.
- سنة 40 ميلادية: الحملة الرومانية لجزء من شمال المغرب ووجهت بالمقاومة. (انظر: ثورة إيديمون).
- سنة 65 ميلادية: أمازيغ المغرب يعتنقون المسيحية عبر أحد أتباع عيسى عليه السلام الهاربين من فلسطين.
- القرن 2: بداية عهد الحروب الدينية بين الأمازيغ المسيحيين والرومان الوثنيين.
- القرن 3: استقلال المغرب (اسم المغرب لم يكن موجود سنة 3 ميلادي) من الهيمنة الرومانية بعد مقاومة شرسة من طرف الأمازيغ المسيحيين أتباع المذهب الدوناتي الذي أسسه الأمازيغ في شمال أفريقيا ضد الرومان الكاثوليك.
- 710: الفتح الإسلامي للمغرب.
- 712: طارق بن زياد من طنجة يعبر المضيق لفتح شبه الجزيرة الإيبيرية.
- من القرن 8 إلى القرن 17: تعاقبت عدة أسر على حكم المغرب ومنها: النكوريون، المدراديون، المرابطون، الموحدون، المرينيون والوطاسيون.
- 1660: تأسيس الدولة العلوية.
- 1822-1859: حكم مولاي عبد الرحمن الذي ناصر.
- 1894-1908: خلال حكم مولاي عبد العزيز.
- 1912: توقيع معاهدة حماية المغرب.
- 1920 إلى 1927 : ثورة الريف في الشمال حرب ريف (1920)- بقيادة محمد عبد الكريم الخطابي.
- 1927: اعتلاء محمد الخامس العرش وهو في سن الثامنة عشر.
- 1947: زيارة محمد الخامس مدينة طنجة (الخاضعة للحماية الدولية آنذاك).
- 1953: نفي الملك محمد الخامس وعائلته إلى مدغشقر من طرف فرنسا.
- 1955-1953 فرنسا تنصب بن عرفة سلطانا للمغرب
- 1955: سماح فرنسا بعودة العائلة الملكية إلى المغرب.
- 1956: استقلال البلاد مع بقاء سبتة ومليلية والجزر الجعفرية وإفني.
- 1957: استرجاع رأس جوبي (طرفاية) بعد حرب إفني مع إسبانيا وفرنسا.
- 1959-1958: انتفاضة الريف، أحداث الريف في شمال المغرب تدخلات الجيش الملكي العنيفة بقيادة الأمير الحسن الثاني آنذاك والجنرال افقير
- 1961: وفاة الملك محمد الخامس واعتلاء الحسن الثاني العرش.
- 1963: المغرب يدخل في حرب مع الجزائر بسبب الصراع على الحدود المغربية الجزائرية بمنطقة تندوف وتسمى حرب الرمال، تدخلت الجامعة العربية للصلح.
- 1971: 10 يوليو الجنرال المدبوح والكولونيل أمحمد أعبابو ينفذان عملية انقلاب فاشلة ضد الملك الحسن الثاني.
- 1972: الجنرال أوفقير ينفذ عملية انقلاب فاشلة ضد الملك الحسن الثاني.
- 1975: القيام بالمسيرة الخضراء نحو الصحراء المغربية [64] و[65] بعد توقيع معاهدة مدريد بين المغرب وإسبانيا وموريتانيا تم بموجبها تقسيم الصحراء بين المغرب والموريتانيا.
- 1979: موريتانيا تتخلى رسميا عن الجزء الخاص بها من الصحراء لصالح المغرب.[66]
- 1984: الاتحاد العربي الأفريقي (اتفاقية وجدة) مع ليبيا.
- 1984: انتفاضة الخبز في جميع أقاليم المملكة.
- 1989: الإعلان في مراكش عن تأسيس اتحاد المغرب العربي.
- 1991: وقف إطلاق النار بين الجيش المغربي والبوليساريو منذ اندلعاها سنة 1975 برعاية الأمم المتحدة.
- 1999: وفاة الملك الحسن الثاني.
- 1999: اعتلاء الملك محمد السادس العرش.
- 2001: 17 أكتوبر: خطاب أجدير التاريخي (يؤكد الملك محمد السادس أن الأمازيغية تشكل مكونا أساسيا من مكونات الثقافة المغربية، ويعلن عن تأسيس المعهد الملكي للثقافة الأمازيغية
- 2003: ميلاد ولي عهد الملك محمد السادس الأمير الحسن.
- 2003: أحداث 16 ماي.
- 2008: الوضع المتقدم للمغرب مع الاتحاد الأوربي...
- 2008: أحداث سيدي إفني وتدخلات الجيش العنيفة.
- 2011: 01 يوليوز استفتاء حول الدستور.

## المغاربة قبل العولمة الحديثة
صور لمغاربة قبل العولمة الحديثة، صور من بدايات القرن العشرين.
| - رسام مغربي (صوّار) - حداد مغربي من مكناس - مغربي من تازة - مغربي من سوس - فرقة من الغناوة - شيخ من الدار البيضاء - امرأة أمام باب منزل - امرأة من سوس تعزف الموسيقى - امرأة من الريف - امرأة من مراكش - يهوديات من مكناس - رجل وامرأة من تاوريرت - امرأة من فضالة - دادة من فاس - امرأة ترتدي الفكرون - امرأة ترتدي القفطان - صور تاريخية لنساء مغربيات - نساء مجتمعات أمام منزل - امرأة مسافرة ترتدي الحايك - رقص مع شرب الشاي - امرأة تصنع النسيج |